# 豬骨煲
豬骨煲是一種中式火鍋，在清朝時期已是皇宮的秋冬和喜宴的食物，其後擴展到中國各地。現在豬骨煲成為中國廣東的粤菜，在香港和澳門地區常見的食品。豬骨煲用肥膩濃郁的豬手骨、西施骨、脆骨和豬內臟再加上紅棗、杞子、粟米、紅蘿蔔、枝竹、竹筍、豆卜、黃豆和雞腳，再用白胡椒和粗鹽調味煮成奶白色的湯底，作鑊仔菜上或作火鍋湯底均可。
吃豬骨煲的高潮是吃骨髓，用嘴巴或吸管對準豬筒骨吸，以筷子把骨縫內的筋肉和骨髓剔出來 。